# Губинек, Михал
Ми́хал Гу́бинек (чеш. Michal Hubínek; род. 10 ноября 1994, Чехия) — чешский футболист, полузащитник клуба «Динамо Ческе-Будеёвице».

## Клубная карьера
Губинек — воспитанник пражской «Спарты». В 2014 году Михал перешёл в «Богемианс 1905». 6 сентября 2014 года в поединке Кубка Чехии против «Динамо» из Ческе-Будеёвице Губинек дебютировал за основной состав. 23 мая 2015 года в матче против «Виктории Пльзень» он дебютировал в Синот лиге. 17 октября в поединке против «Зброёвки» Михал забил свой первый гол за «Богемианс 1905».
В начале сентября 2017 года перешёл в «Младу-Болеслав», подписав с клубом четырёхлетний контракт.

## Карьера в сборной
В 2017 году в составе молодёжной сборной Чехии Губинек принял участие в молодёжном чемпионата Европы в Польше. На турнире он сыграл в матче против команды Италии.